# Friedhof Bernadottestraße
Der Friedhof Bernadottestraße in Hamburg ist einer von vier Friedhöfen des Evangelisch-Lutherischen Kirchengemeindeverbandes Altona. Neben den Parkfriedhöfen Bornkamp, Diebsteich und Holstenkamp ist der im Stadtteil Ottensen gelegene Friedhof mit 3 Hektar flächenmäßig der kleinste dieser vier Begräbnisstätten.

## Geschichte

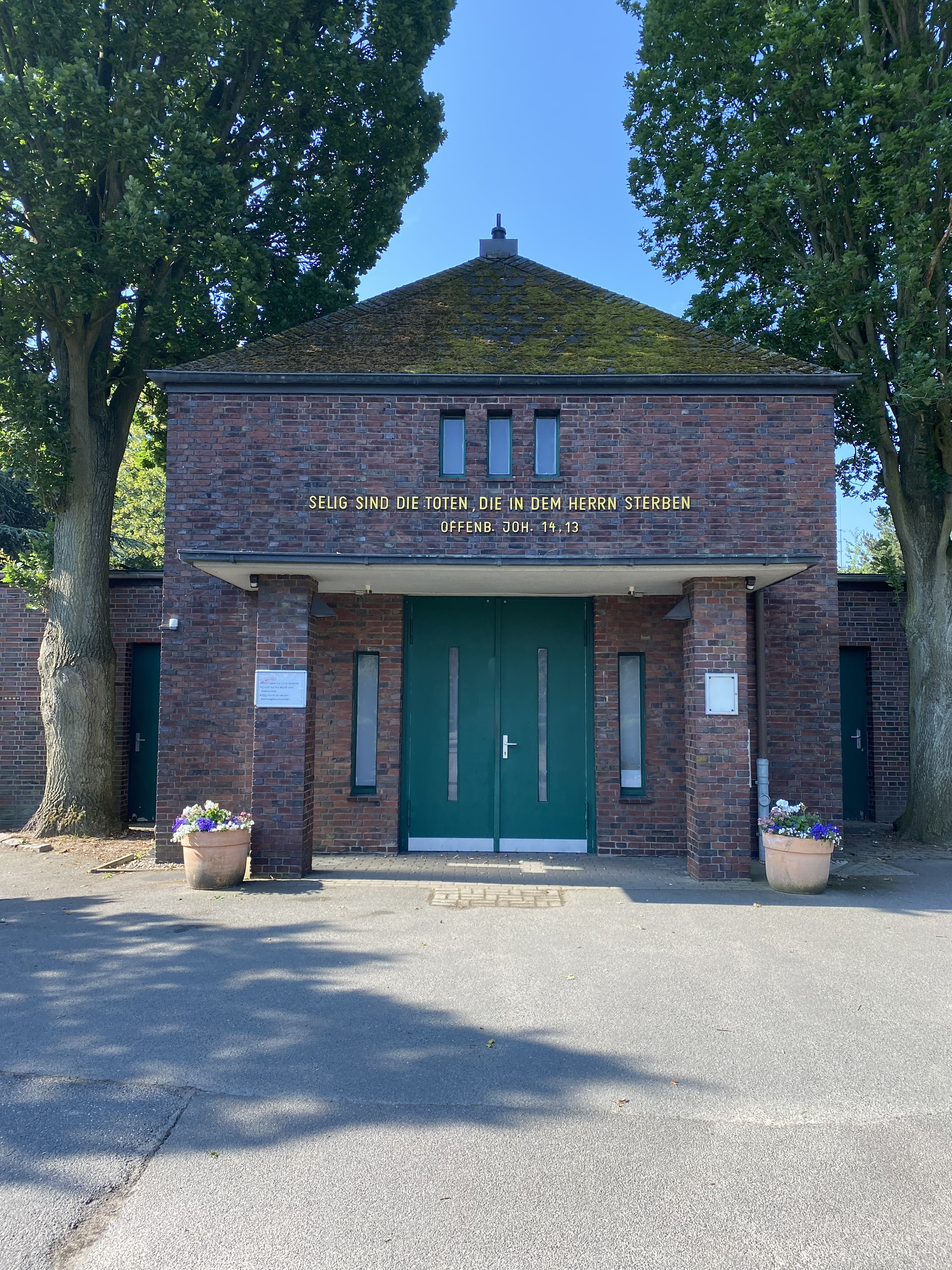
Kapelle

Der Friedhof Bernadottestraße wurde 1860 als sogenannter „Moltkefriedhof“ angelegt. Die Kapelle entstand um 1880. Charakteristisch ist die geometrische Wegeführung, die bis heute beibehalten worden ist. Von den zahlreichen gemauerten Grüften sind heute nur noch wenige am westlichen Friedhofsrand erhalten.
Von der Kapelle aus führt ein gepflasterter Weg in Richtung Norden, der von zahlreichen, für diesen Friedhof typischen Blutbuchen gesäumt wird. An diesem Weg steht in Sichtweite zur Kapelle ein achteckiger Sandsteinbrunnen. Die einzelnen Grabreihen sind zum großen Teil durch Eibenhecken getrennt. An verschiedenen Grabstätten finden sich Infotafeln, die über das Leben des
oder der Verstorbenen berichten. Neben Wahl- und Urnengräbern gibt es eine Urnengemeinschaftsanlage und ein anonymes Urnenfeld.
Begrenzt wird der Friedhof im Süden durch die namensgebende Bernadottestraße, an der sich der Haupteingang mit der Kapelle befindet, im Westen durch die Tönsfeldtstraße und im Norden durch die Bleickenallee, wo es einen weiteren kleinen Zugang gibt. Der Friedhof ist vom Bahnhof Altona aus mit den Buslinien 115 und 250 zu erreichen.

## Beigesetzte Persönlichkeiten

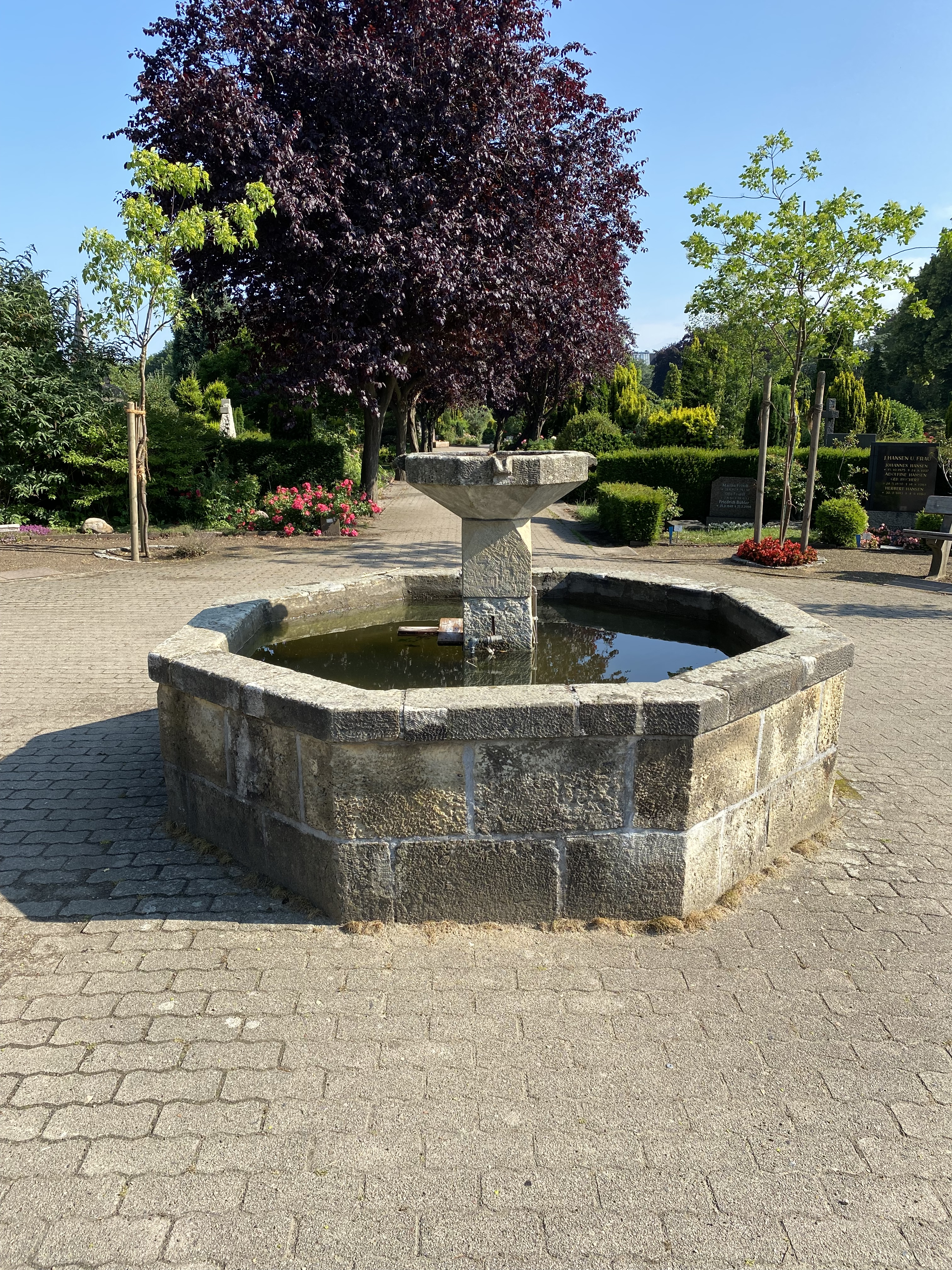
Sandsteinbrunnen

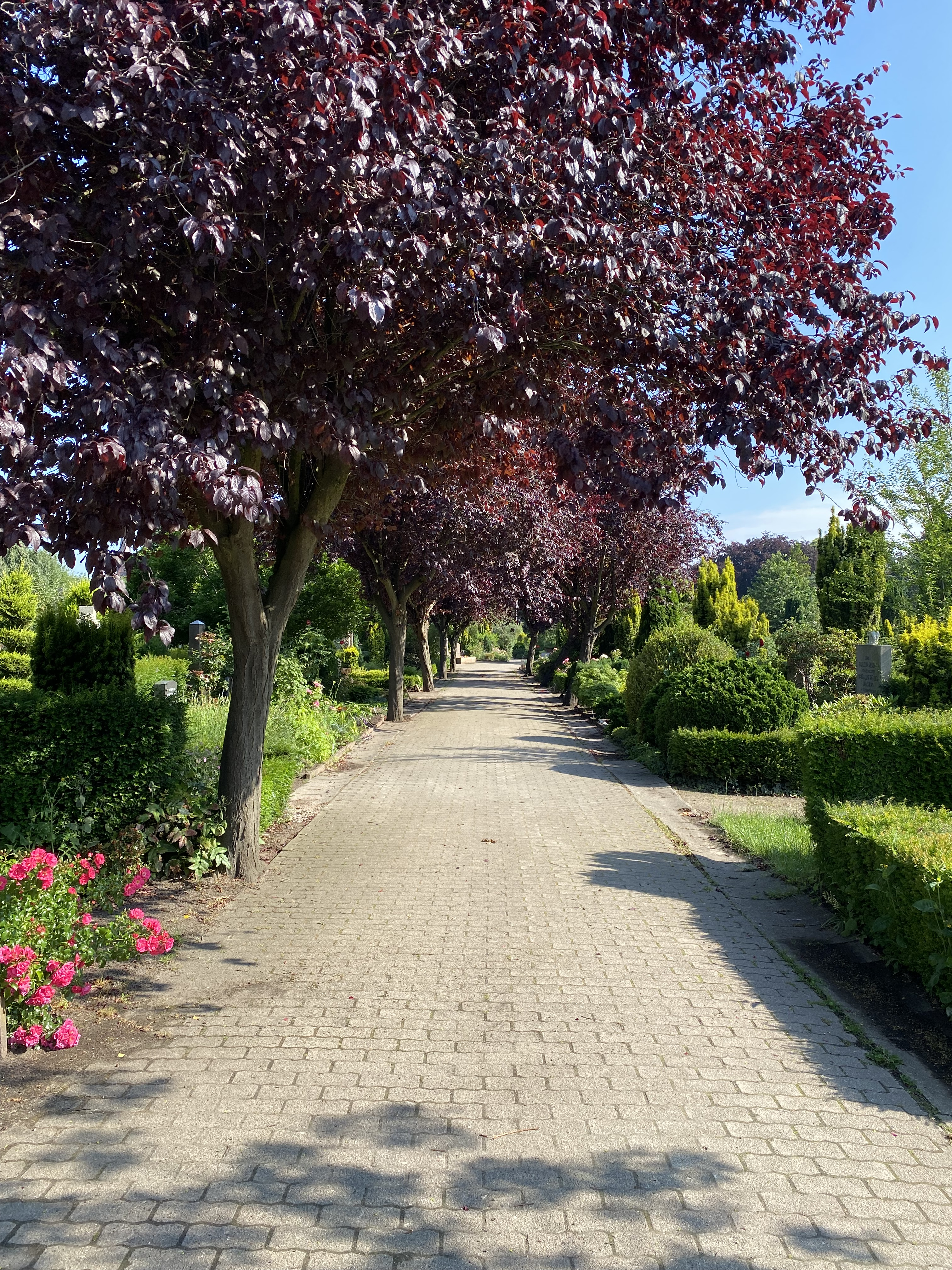
Mittelweg Richtung Norden

- Jochen Amme (1935–2016), Buchautor
- Rolf Busch (1933–2014), Fernsehregisseur
- Marc Degener (1963–2004), Schauspieler und Synchronsprecher
- Elisabeth von Dücker (1946–2020), Kulturhistorikerin
- Kurt Edler (1950–2021), Politiker
- Imre Fábián (1930–2002), Musikhistoriker und -kritiker
- Christian Farenholtz (1923–2021), Architekt und Stadtplaner
- Robert Grosse (1880–1968), Althistoriker
- Friedrich Hammer (1908–1997), Theologe und Publizist
- Jürgen Hauschildt (1936–2008), Wirtschaftswissenschaftler
- Jutta Heinrich-Rosemann (1937–2021), Schriftstellerin
- Karl Helbig (1903–1991), Forschungsreisender
- Rudolf Herlt (1919–2005), Wirtschaftsjournalist
- Francisco Roberto Ibañez (1940–2017), Romanist
- Robert Jarowoy (1952–2020), Autor und Politiker
- Franz Keil (1929–2018), Diplomat
- Kerstin Kießler (1945–2022), Politikerin
- Henry Kolarz (1927–2001), Schriftsteller und Drehbuchautor
- Ursula Langrock (1926–2000), Schauspielerin und Hörspielsprecherin
- Kurt Londenberg (1914–1995), Buchbinder und -gestalter
- Ortwin Löwa (1941–2019), Journalist
- Jürgen Marlow (1922–2001), Architekt
- Wolfgang Martens (1934–1985), Jurist und Autor
- Charlotte Niese (1854–1935), Schriftstellerin
- Lieselotte Pongratz (1923–2001), Soziologin und Kriminologin (anonym beigesetzt)
- Robert Prévôt (1901–1998), Radiologe und Röntgenologe
- Ursula Querner (1921–1969), Bildhauerin
- Gisela Rack (1926–2013), Acarologin und Parasitologin
- Bill Ramsey (1931–2021), Jazz- und Schlagersänger
- Walter Reimers (1913–2010), Richter
- Michael Sachs (1947–2021), Politiker
- Martina Severin-Kaiser (1959–2016), evangelisch-lutherische Geistliche
- Klaus Thiele-Dohrmann (1936–2022), Wissenschaftsjournalist
- Otto Voss (1902–1968), Neurochirurg
- Claus Wallner (1926–1979), Maler und Grafiker
- Rainer Walz (1942–2006), Jurist
- Joachim Wolff (1920–2000), Schauspieler und Hörspielsprecher
- Felix Woyrsch (1860–1944), Komponist

## Weitere Impressionen

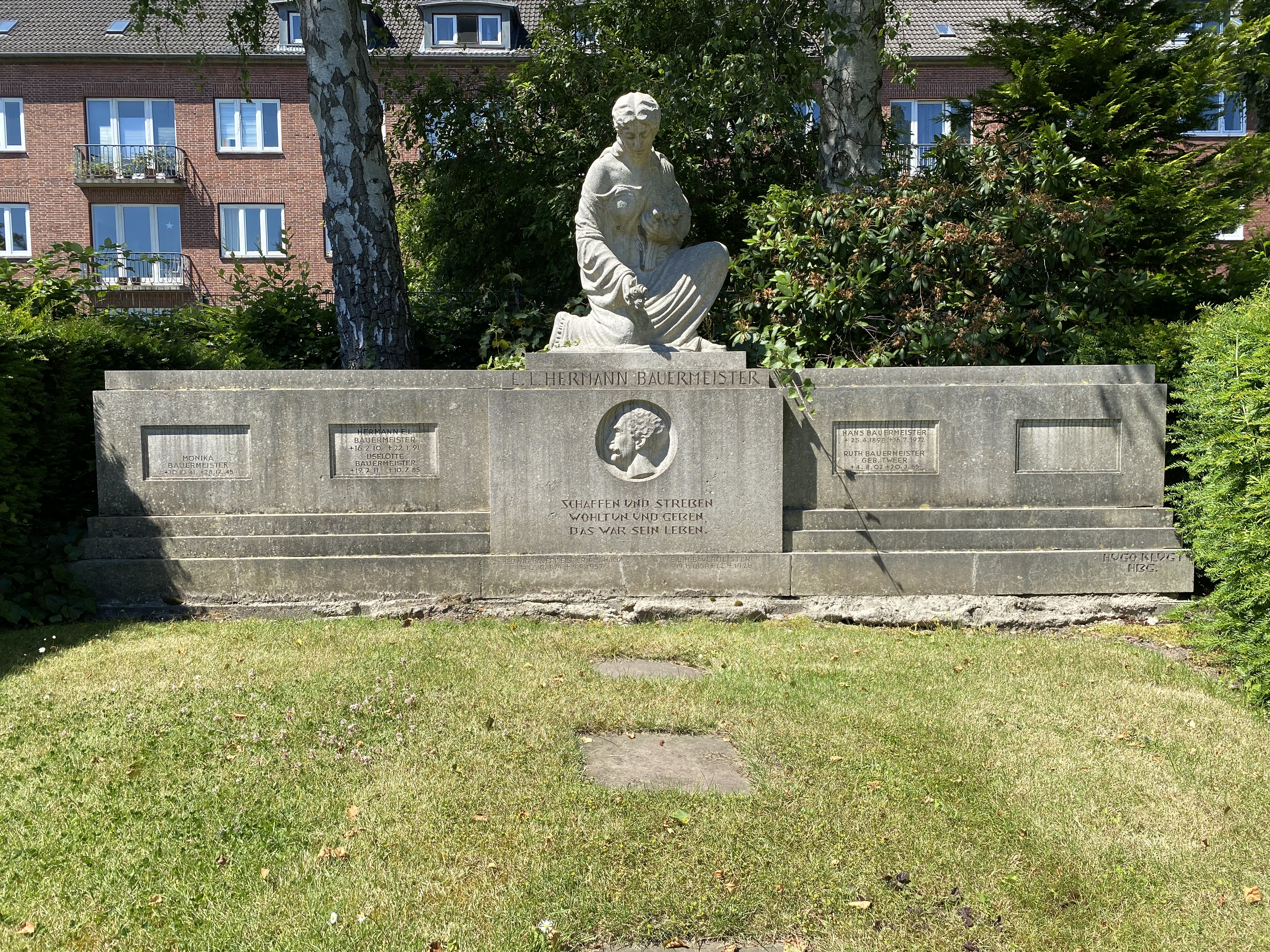
Familiengrabstätte Bauermeister (Gestaltung Hugo Klugt)
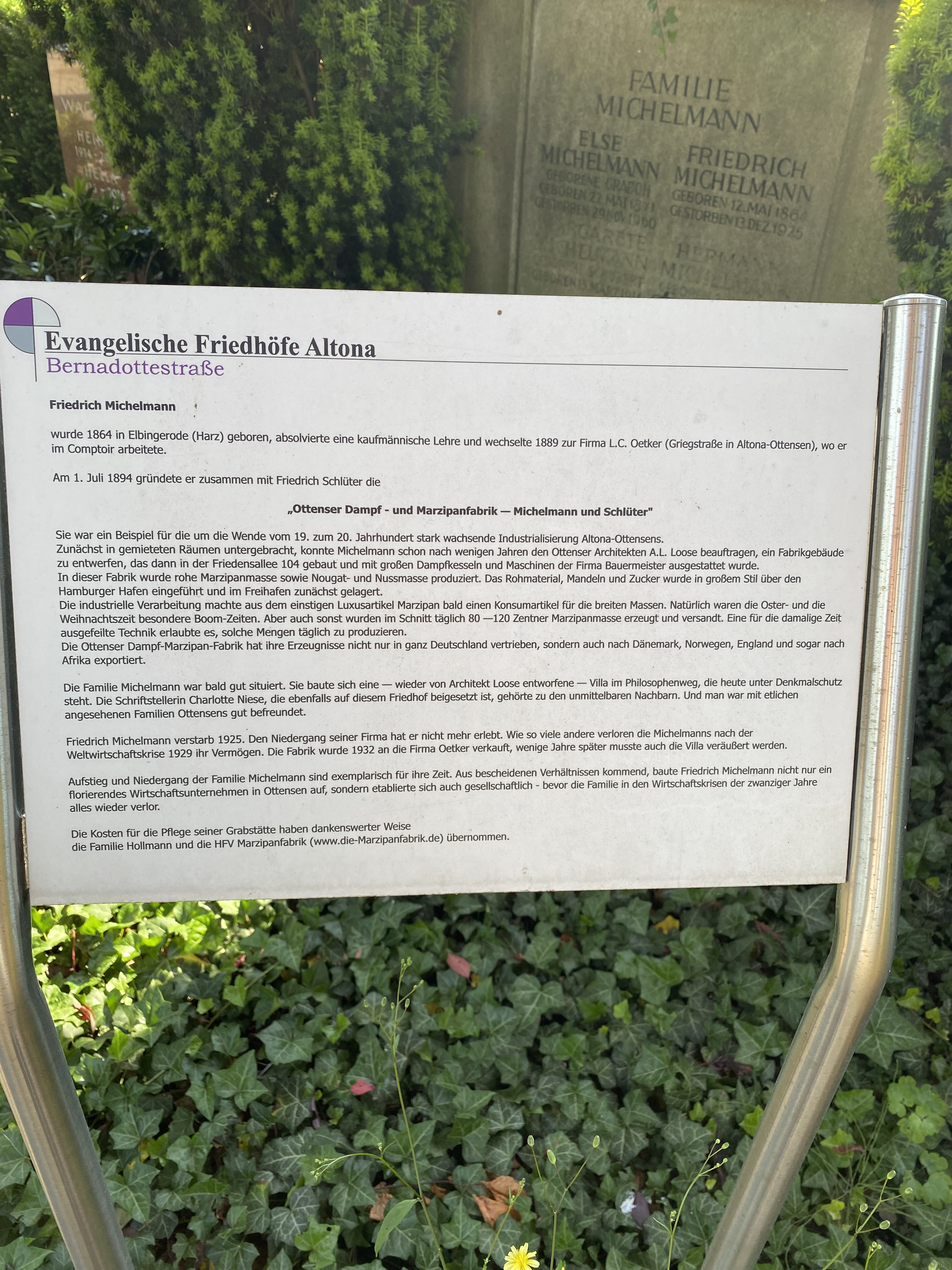
Infotafel
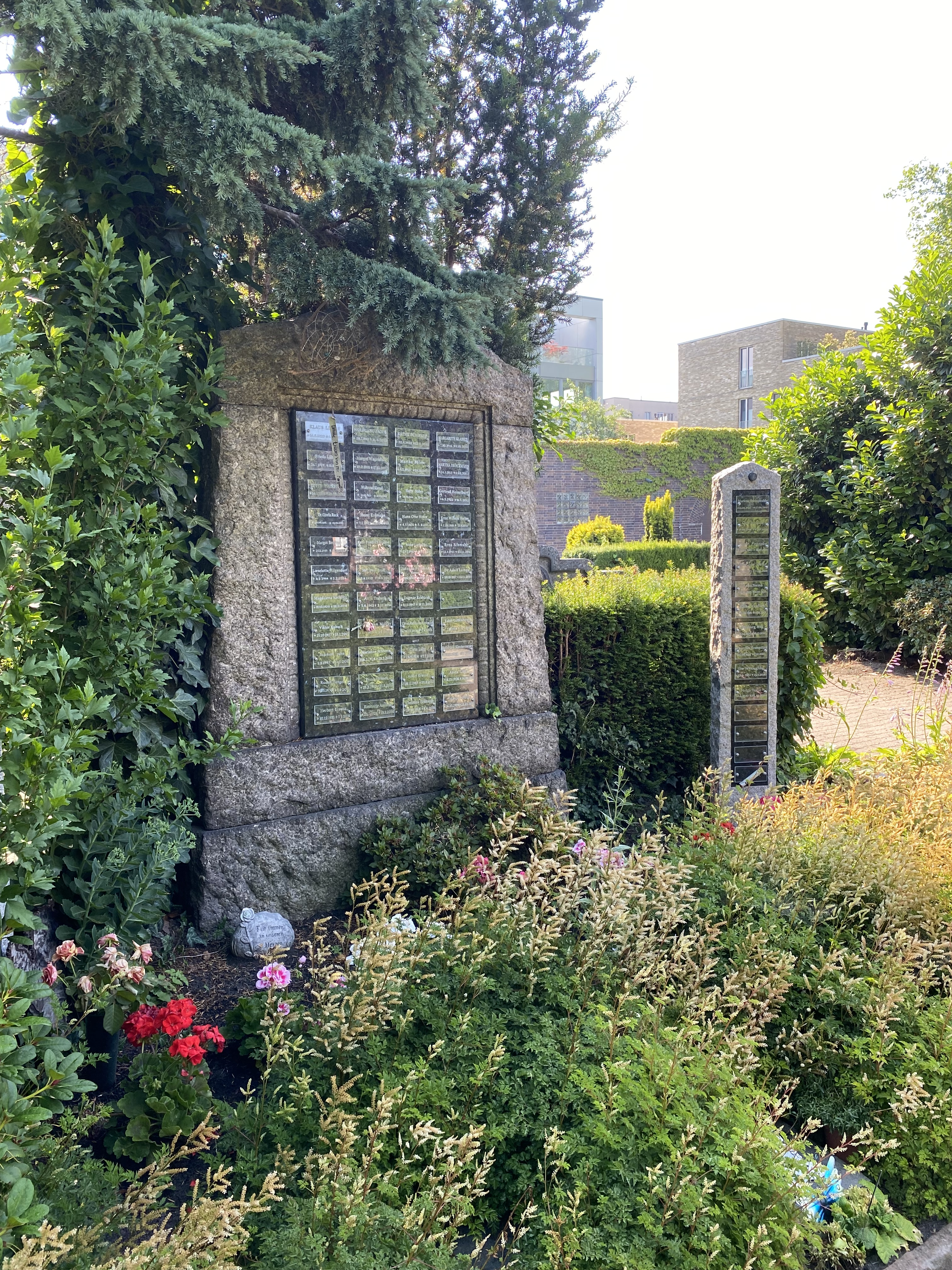
Urnengemein- schaftsanlage
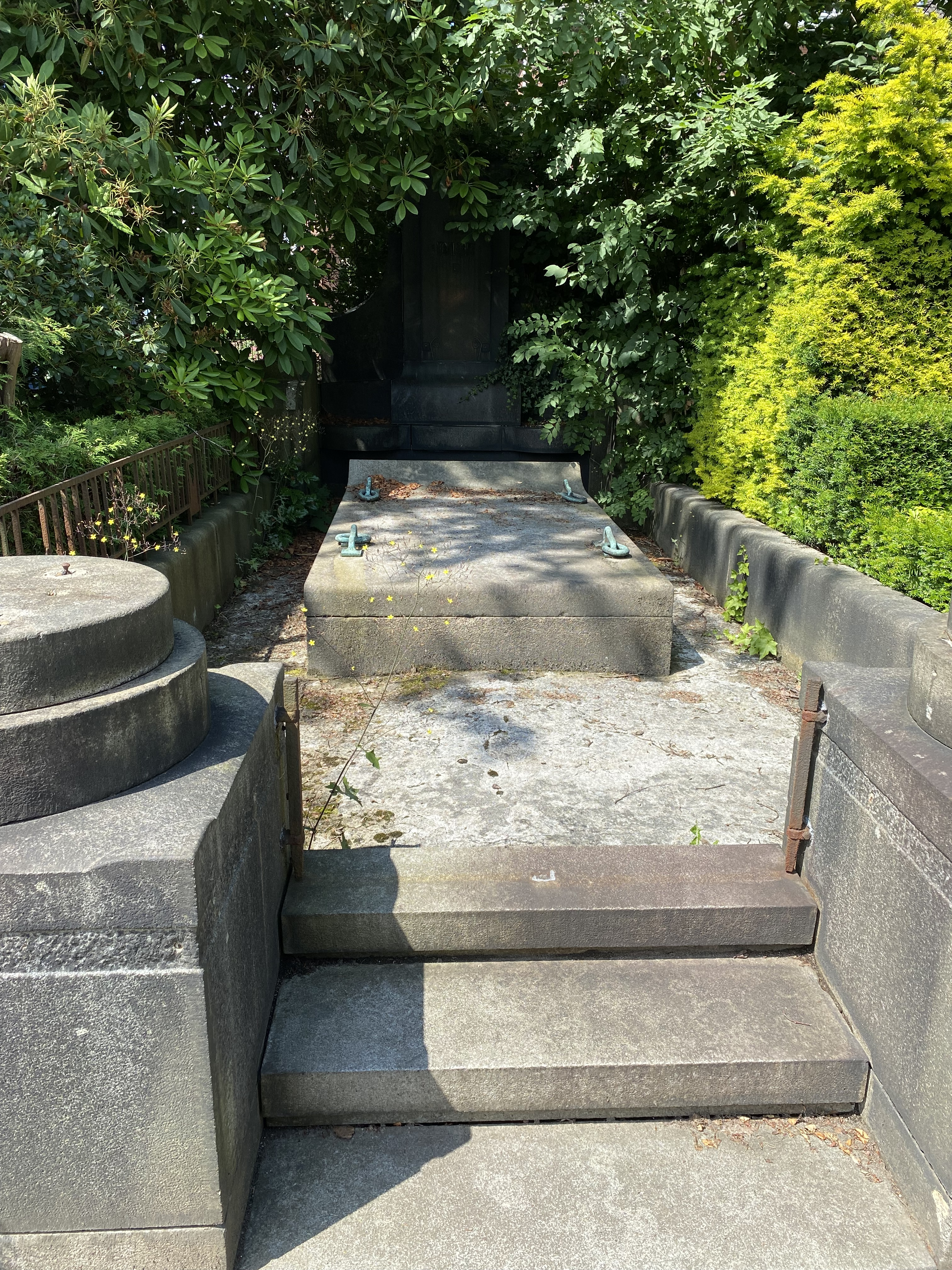
Familiengruft
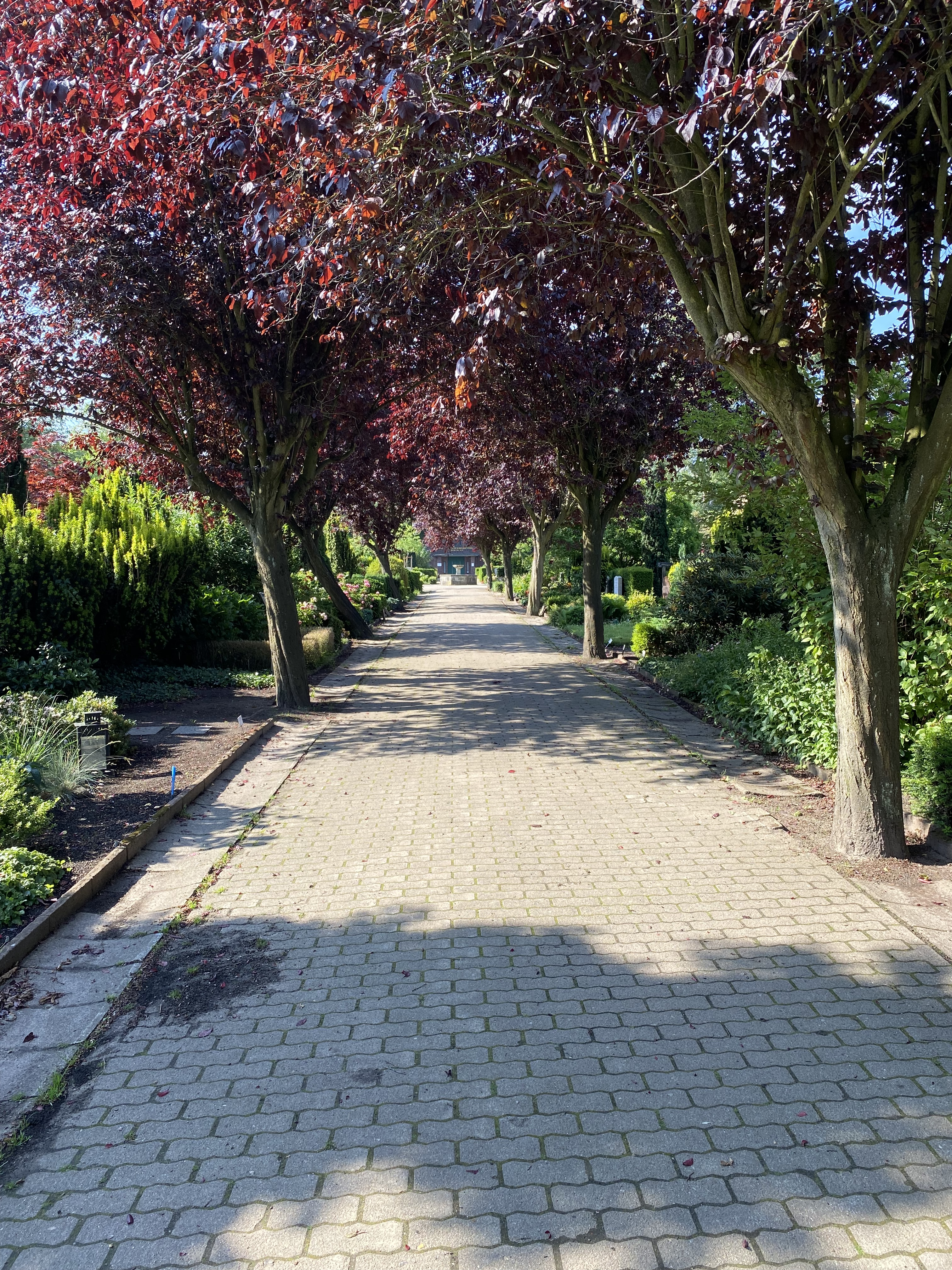
Mittelweg Richtung Süden
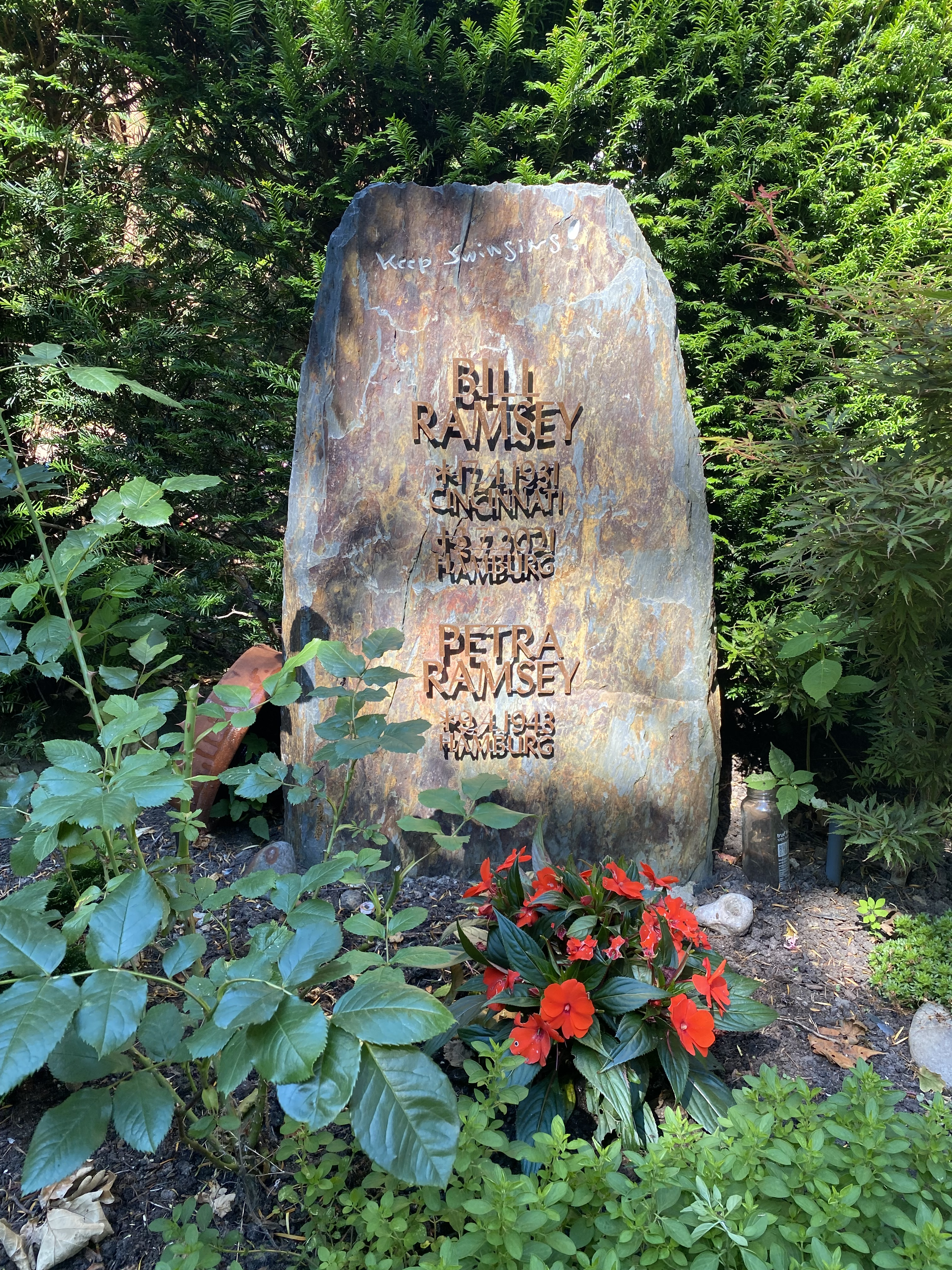
Grabstätte Bill Ramsey